# Gruia (Cluj-Napoca)
Pour les articles homonymes, voir Gruia (homonymie).
Gruia est un quartier de Cluj-Napoca. 

## Situation et accès
Situé au nord-nord-ouest du centre-ville, ce quartier se trouve sur une colline, au pied des murs de l'ancienne forteresse Vauban. C'est l'un des plus verdoyants quartiers de la ville et il englobe le parc de la Citadelle.

## Origine du nom
Le nom roumain vient du hors-la-loi Gruia Novac (ro) .

## Historique
La plupart des maisons de ce quartier ont été édifiées à la Belle Époque ou entre les deux guerres mondiales. On y trouve aussi quelques HLM érigés pendant la période communiste.
Le nom du quartier a été officialisé en 1923.

## Bâtiments remarquables et lieux de mémoire
- la forteresse Vauban
- le stade Docteur-Constantin-Rădulescu
- la tour parachute
- l'hôtel Belvedere